# René Dudot
René Dudot (peut-être né vers 1615-1620, connu entre 1640 et 1659) est un peintre français, actif à Paris et à Rouen au milieu du XVIIe siècle.

## Biographie
Mentionné comme peintre à Paris en 1640, il fait baptiser ses quatre enfants dans la capitale (entre 1640 et 1649), et habite dans le quartier du Louvre. Installé à Rouen en 1651, il y est reçu comme maître peintre en 1653. Il peint pour l'église des Cordeliers de Rouen son tableau le plus célèbre, un Repos pendant la fuite en Égypte (Rouen, musée des beaux-arts, sans doute commandé par Charles Ferrare, conseiller au parlement de Rouen), ainsi qu'un Baptême du Christ aujourd'hui perdu, et peint une grande Descente de Croix pour l'abbaye Saint-Georges de Saint-Martin-de-Boscherville (in situ) vers 1655. Il réalise plusieurs décors pour la cathédrale de Rouen : il peint en 1655 un tableau pour la sacristie, et réalise les peintures des lambris de la chapelle « des Brice » dans la cathédrale (commandée par le chanoine Barthélemy Brice, vers 1653). Il jouit à Rouen d'une solide réputation de peintre religieux, recevant des commandes pour l'église Saint-Patrice, et pour les nombreux couvents de la ville (notamment l'Ordre de saint François, et l'abbaye Saint-Georges de Boscherville), comme le révèlent les inventaires révolutionnaires. Il se distingue aussi dans la production de modèles pour la gravure, donnant en 1652 le dessin du frontispice d'une édition rouennaise d'une Vie de saint Romain, et livrant 19 vignettes pour l'illustration (toujours à Rouen) du De imitatione Christi de Thomas a Kempis. Plusieurs de ses compositions sont également gravées par Jérôme David. Il livre en 1659 un grand Saint Pierre ressuscite la veuve de Thabita (perdu), nouveau « May » offert par la confrérie des Orfèvres à la cathédrale Notre-Dame de Paris, ce qui témoigne de contacts toujours étroits avec la capitale : il y subit probablement l'influence des « atticistes » parisiens contemporains (Eustache Le Sueur, Sébastien Bourdon, Nicolas Loir), et contribue ainsi à diffuser leur style à Rouen.
René Dudot s'illustre dans la peinture de dévotion, réalisant des petits tableaux religieux destinés à une clientèle privée. On lui connait ainsi plusieurs interprétations de La Vierge à l'Enfant (telle celle du musée de Munich, ou d'autres conservées en collections particulières).

## Liste des œuvres
- Le Repos pendant la fuite en Égypte, vers 1656-1659, Rouen, musée des beaux-arts[4]
- La Descente de Croix, Saint-Martin-de-Boscherville, abbaye Saint-Georges[5]
- La Charité, Austin, University of Texas, Blanton Museum of Art[6]
- La Vierge à l'enfant, Munich, Alte Pinakothek
- Le Repos pendant la fuite en Égypte, Florence, musée des Offices
- La Circoncision, Saint-Pétersbourg, musée de l'Ermitage
- La Nativité de la Vierge, Moscou, musée Pouchkine
- La Méditation, collection particulière